# Serravalle a Po
Serravalle a Po es una localidad y comune italiana de la provincia de Mantua, región de Lombardía, con 1.723 habitantes.

## Evolución demográfica
| Gráfica de evolución demográfica de Serravalle a Po entre 1861 y 2001 |
|                                                                       |
| Fuente ISTAT - elaboración gráfica de Wikipedia                       |